# AGM-129 ACM
Die AGM-129 ACM (Advanced Cruise Missile) war ein strategischer Langstrecken-Marschflugkörper der US-Luftwaffe (USAF) mit Tarnkappentechnik (engl. stealth). Er war mit einem nuklearen Sprengkopf ausgestattet und für den Einsatz auf B-52-Bombern vorgesehen, die jeweils bis zu zwölf Stück tragen konnten.

## Entwicklung und Einsatz

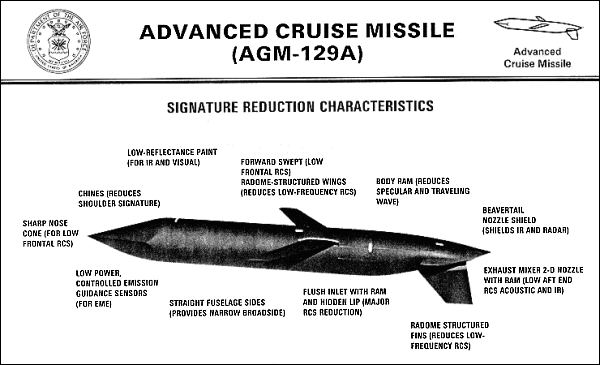

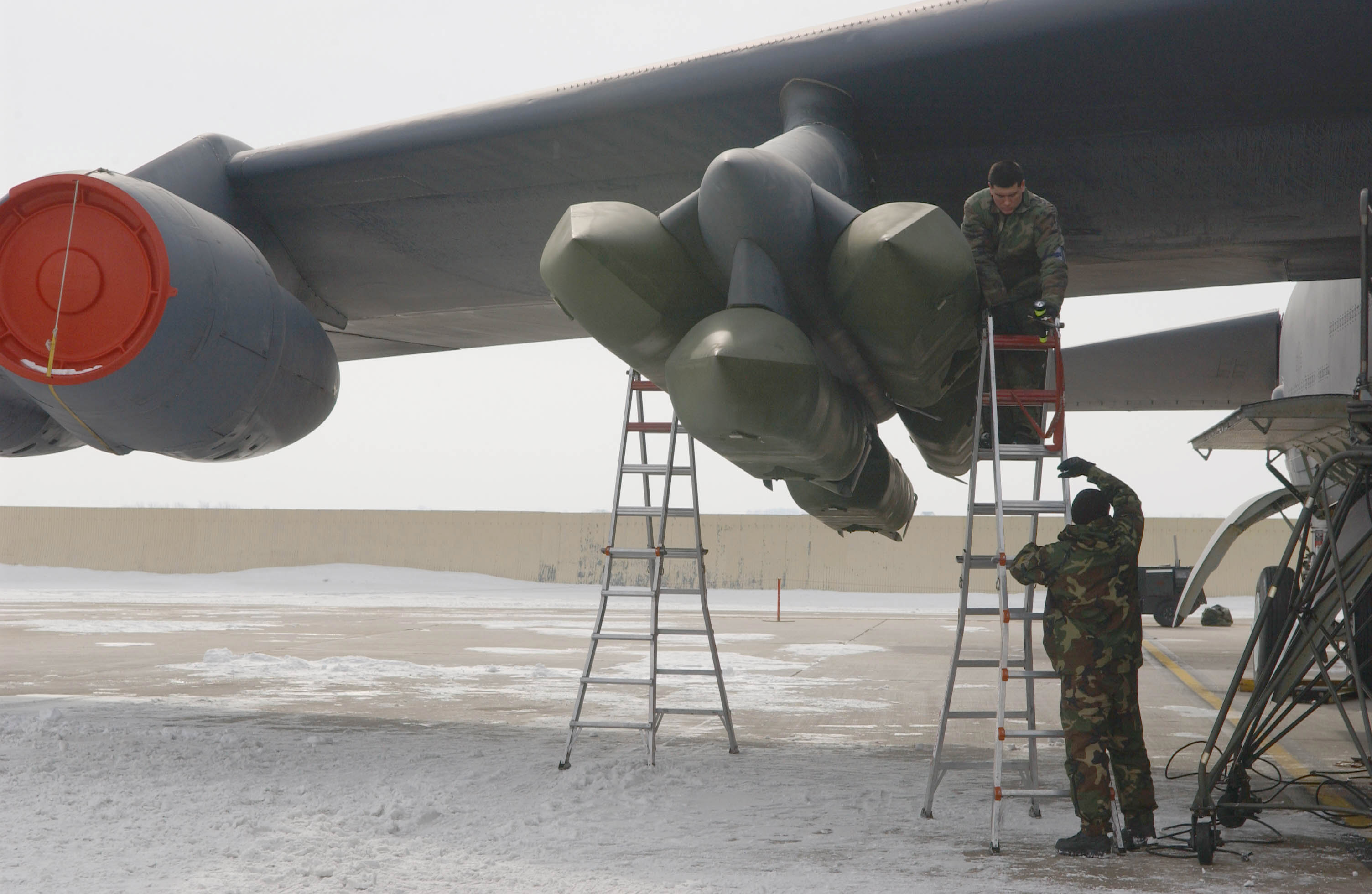
AGM-129A-Marschflugkörper werden an einem B-52H-Bomber befestigt

Die AGM-129 ist der Nachfolger der AGM-86 Cruise Missile in der strategischen Rolle und verfügt als erster Marschflugkörper überhaupt über eine Stealth-Technik, ähnlich jener des B-2-Bombers. Die Entwicklung begann ab August 1982, als das neue russische Radar der MiG-31-Kampfflugzeuge über die Look-Down-Fähigkeit verfügte und deswegen anzunehmen war, dass die bisherigen Marschflugkörper relativ leicht abzufangen seien.
Lockheed und General Dynamics haben konkurrierende Prototypen gebaut. Lockheeds Senior Prom (basierend auf Lockheed Have Blue) flog von 1978 bis 1982 in Area 51, verloren aber gegen den Entwurf von General Dynamics. Ein Grund dafür war, dass er aufgrund von Größe und Konfiguration nicht mit einem Bomber-Waffenschacht kompatibel war.
Für die Entwicklung der AGM-129 waren mehrere Tests und Überarbeitungen erforderlich. Der US-Kongress forderte derweil die Absolvierung von sechs erfolgreichen Tests für die Weiterfinanzierung des Programms. Der erste Test erfolgte daraufhin im Juni 1987 in Kalifornien und bis Frühjahr 1988 wurden erst drei Tests beendet. Der Kongress reduziert daraufhin für das Haushaltsjahr 1988/89 das Budget auf 510,7 Millionen US-Dollar. Die Washington Post berichtete im Juni 1988 über Kosten des Advanced-Cruise-Missile-Programms in Höhe von 5 Milliarden US-Dollar und mit der Bestückung von Nuklearsprengköpfen bis zu 7 Milliarden US-Dollar. Nach der Produktion von 460 Lenkwaffen wurden 1993 die Produktionslinien geschlossen.

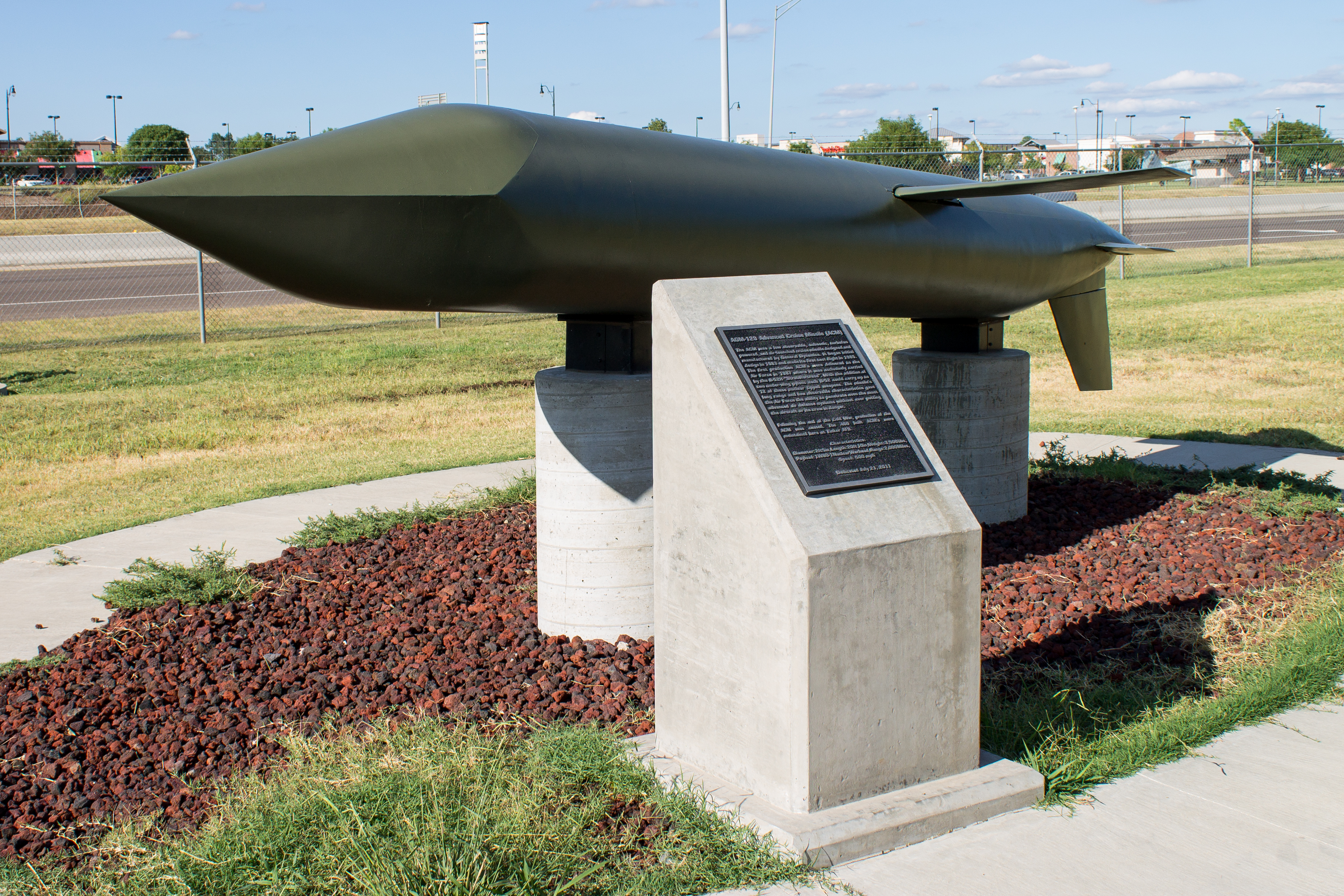
Eine AGM-129 ausgestellt auf der Tinker AFB, Oklahoma

Gemäß dem 2002 ausgelaufenen START-II-Abkommen durften Stealth-Lenkwaffen nicht von Stealth-Bombern getragen werden, weshalb die AGM-129 nur für die B-52 verfügbar war. Ursprünglich sollte der Marschflugkörper bis zum Jahr 2030 im Dienst bleiben. Am 17. Oktober 2006 wies Verteidigungsminister Donald Rumsfeld jedoch die USAF an, die AGM-129 auszumustern. Pro Monat wurden sechs Stück aus dem Bestand entfernt, im Haushaltsjahr 2013 sollten alle Marschflugkörper dieses Typs stillgelegt sein. Allerdings sah die Air Force in ihrem Budgetplan bis 2013 1,1 Millionen US-$ für Maßnahmen zur Erhaltung der operativen Einsatzfähigkeit von 38 Marschflugkörpern vor. Beim Abtransport der Marschflugkörper kam es am 30. August 2007 zu einem Zwischenfall, als eine B-52 sechs von zwölf AGM-129 unbemerkt mitsamt ihren nuklearen Sprengköpfen von der Minot Air Force Base (North Dakota) zur Barksdale Air Force Base (Louisiana) flog. Danach blieben die Marschflugkörper für einen Tag unbewacht auf dem Flughafengelände.
Im Februar 2008 wurde die Entscheidung vom Verteidigungsministerium getroffen, den Marschflugkörper innerhalb von 66 Monaten zu demilitarisieren. Bis März/April 2012, 17 Monate vor der endgültigen Frist, wurden alle einsatzfähigen Flugkörper vollständig zerstört. Die Missile Sustainment Division und die Logistikzentren auf den AFBs Hill und Tinker haben kontrolliert, dass die Demilitarisierung der ACM-Flugkörper, -Schulungsgeräte, -Komponenten und -Triebwerke innerhalb des Budgets und vorzeitig vor Fristablauf erfolgte.

### Vorfall am 30. August 2007
Am 30. August 2007 wurden 12 Flugkörper, die auf einer B-52 geladen waren, von der Minot Air Force Base in North Dakota zur Barksdale Air Force Base in Louisiana über die USA geflogen, um dort außer Dienst gestellt zu werden. Die Atomsprengköpfe, die vor dem Flug entfernt werden sollten, wurden fälschlicherweise auf sechs der ACMs installiert gelassen. 36 Stunden lang waren die Atomwaffen verschwunden, was zu einer offiziellen Untersuchung des Vorfalls wegen „Unbefugtem Transport von atomaren Kriegswaffen“ führte.